# 伏湛
伏 湛（ふく たん、? - 37年）は、中国の前漢時代から後漢時代初期にかけての政治家。字は恵公。徐州琅邪郡東武県（山東省濰坊市諸城市）の人。済南の伏生と呼ばれた伏勝の九世の孫である。父の伏理は名儒者として知られ、成帝に『詩経』を教え、高密太傅となり、一学派を形成した。子は伏隆・伏咸・伏翕。また、伏湛の子孫には『三国志』や小説『三国志演義』で知られる後漢末の伏完、その娘の伏寿（伏皇后）がいる。

## 事跡

### 初期の事跡
| 姓名           | 伏湛 |
| 時代           | 前漢時代 - 後漢時代 |
| 生没年         | 生年不詳 - 37年（建武13年）                                                                                              |
| 字・別号       | 恵公（字） |
| 本貫・出身地等 | 徐州琅邪郡東武県 |
| 職官           | 博士弟子〔前漢〕→繡衣執法〔新〕 →後隊属正〔新〕 →平原太守〔更始〕→尚書〔後漢〕 →司直兼行大司徒事〔後漢〕 →大司徒〔後漢〕 |
| 爵位・号等     | 陽都侯〔後漢〕→不其侯〔後漢〕                                                                                            |
| 陣営・所属等   | 成帝→哀帝→平帝→孺子嬰 →王莽→更始帝→光武帝                                                                                |
| 家族・一族     | 父：伏理 子：伏隆 伏咸 伏翕                                                                                              |

伏湛は、若くして父を継いで儒者となり、数百人に教えた。成帝の時代に、父親の実績により、博士弟子に任命された。5度の昇進の後、王莽が皇帝となったときには、繡衣執法（新制での繡衣御史）として大奸の督察を命じられ、後に後隊属正（新制での河南郡都尉）に任命された。
更始帝が即位すると、伏湛はその配下に移り、平原太守に任命された。この時、門下督（伏湛の家事を担当していた者）が、伏湛に挙兵の相談を持ちかけたが、伏湛は衆を惑わす行為として、門下督を直ちに誅殺して梟首とした。これにより郡内は安定したという。

### 第2代大司徒
光武帝（劉秀）が即位すると、名臣としての声望により伏湛を招聘し、尚書に任命して旧制度の制定を主管させた。また、西征していた大司徒鄧禹も、伏湛は宰相の任に堪えられると光武帝に進言したため、伏湛は司直兼行大司徒事に任命されている。光武帝が親政するときには、伏湛は常に留守を担い、各機関を総理した。建武3年（27年）3月、大司徒を辞任した鄧禹の後任として伏湛がその地位に就き、あわせて陽都侯に封じられた。
赤眉軍を降伏させた後に、光武帝は漁陽郡の彭寵を親征しようとした。これに対して伏湛は、洛陽から余りにも遠い漁陽を親征するのは、浪費の割りに得られる成果も乏しく、むしろ近隣の安寧を図るべきである旨進言し、光武帝もこれを容れて漁陽遠征を取りやめている。
伏湛は、緊急事態であろうとも文徳が必要であり、礼楽が政治の教化における最重要問題であると考えていた。そこで建武5年（29年）、郷飲酒礼（郷大夫が郷村の人を集めて、賢者を尊び老人を養う儀式を行う酒宴）を慣行（ないしは制度）とするよう奏上し、施行されている。この年の冬に、光武帝が斉の張歩を親征し、伏湛は洛陽を留守した。ところがその間に、高廟で挙行する蒸祭をめぐって、司隷侯と河南尹が廟内で口論したが、伏湛は光武帝帰還後もこれを報告しなかったために、罪に問われて罷免された。建武6年（30年）、伏湛は不其侯に封じられ、邑3,600戸を有し、領土に派遣されている。
建武13年（37年）夏、伏湛は洛陽に召還されたが、光武帝主宰の宴席上で暑さにあたり、それが原因で病没した。

### 人物像・逸話
伏湛は孝行と友情に厚い人柄として知られていた。平原太守赴任当時、兵乱が激しかったが、伏湛は学問を教えることを止めようとはしなかった。また、平原の他の民衆と同様に粗末な食事に甘んじ、俸禄は故郷に全て送付し、客人は100家余りとなった。
伏湛の名声は青州・徐州を中心に幅広く知れ渡り、また、旧赴任地の平原周辺でも同様であった。ある時、獲策軍（河北の地方軍）の部将徐少（徐異卿）は、漢軍の攻撃を受けても降らなかったが、「司徒伏公になら降ります」と言い出してくる。光武帝が伏湛を平原に派遣すると、果たして徐少は降伏した。

## 関連記事
- 新末後漢初